# Regência de Bireuen
Bireuen é um distrito da província de Achém, na Indonésia. Esta regência tem sua capital em Bireuen, esta regência tornou-se uma região autônoma desde 12 de outubro de 1999 como resultado da expansão da Regência de Achém do Norte. Este distrito é famoso por seu apelido de cidade de luta, e se tornou uma das principais bases do Movimento Achém Livre (GAM). Desde a imposição da lei marcial em Maio de 2003, a situação no distrito tem gradualmente regressado ao normal após o acordo de paz do MOU de Helsínquia.
A Regência de Bireuen é uma das regências históricas para esta nação porque já foi designada como a segunda capital da República da Indonésia em 18 de junho de 1948, o que foi exatamente na época da Segunda Agressão Militar Holandesa (1947-1948). Como resultado, a PDRI que originalmente se estabeleceu na cidade de Bukittinggi mudou sua localização para Bireuen (também conhecida como cidade de Juang).
Bireuen também é famosa em seus campos culinários, incluindo Mie Kocok Geurugok (Gandapura), Rujak Manis e Bakso Gatok (Kuta Blang), Sate Matang.

## Lista de Kecamatan
1. Gandapura
2. Jangka
3. Jeunib
4. Jeumpa
5. Juli
6. Kota Juang
7. Kuala
8. Kuta Blang
9. Makmur
10. Pandrah
11. Peudada
12. Peusangan
13. Peusangan Selatan
14. Peusangan Siblah Krueng
15. Peulimbang
16. Samalanga
17. Simpang Mamplam